# 스프린트 (기업)
스프린트 코퍼레이션(영어: Sprint Corporation)은 미국 4위의 이통통신회사였으며, 지금은 T-모바일 USA의 브랜드이다.

## 역사
2004년에 넥스텔을 인수한 뒤 스프린트 넥스텔이라는 사명을 썼었다. 2013년에 일본 소프트뱅크가 스프린트를 인수하는 과정에서 사명을 스프린트로 복구시켰다. 스프린트는 이 당시 미국시장 3위의 이동통신사였으며, 이 인수로 소프트뱅크는 한때 매출액 기준으로 세계 3위의 이동통신 그룹이 되었다. 소프트뱅크가 스프린트를 운영함에 따라, 양사 고객들은 일본과 미국에서 별도의 로밍비용없이 휴대전화를 사용할 수 있다고 한다.
2020년 4월 1일부터 독일 도이체텔레콤의 자회사이자 미국 3위 이동통신사인 T-모바일 USA에 합병형태로 완전히 흡수되었다.

## 주파수 대역
| 주파수 대역           | 대역 번호 | 프로토콜                    | 세대 | 상태    |
| --------------------- | --------- | --------------------------- | ---- | ------- |
| 700 MHz Upper C Block | 13        | LTE                         | 4G   | 사용 중 |
| 800 MHz ESMR          | 10        | 1xAdvanced                  | 3G   | 사용 중 |
| 800 MHz ESMR          | 26        | LTE                         | 4G   | 사용 중 |
| 1900 MHz PCS          | 1         | 1xRTT/1xAdvanced/EVDO/eHRPD | 3G   | 사용 중 |
| 1900 MHz PCS          | 25        | LTE/LTE Advanced            | 4G   | 사용 중 |
| 2.5 GHz BRS/EBS       | 41        | LTE/LTE Advanced            | 4G   | 사용 중 |

## 같이 보기
- 오픈 핸드셋 얼라이언스